# Michel Constantin
Pour les articles homonymes, voir Constantin.
Michel Constantin, de son vrai nom Constantin Hokhloff, est un acteur français, né le 13 juillet 1924 dans le 15e arrondissement de Paris, (Seine) et mort le 28 août 2003 à Draguignan (Var). Second rôle très populaire au cinéma dans les années 1960-1970, il incarne le plus souvent des rôles d'homme viril mais sensible ou ironique, voire parfois fragile comme gangster ou homme de main. À plusieurs reprises, il est tête d'affiche de longs-métrages, notamment dans des films policiers et des comédies. Familier des univers de José Giovanni et Georges Lautner, on le retrouve notamment dans les succès populaires comme Le Trou, Ne nous fâchons pas, Le Deuxième Souffle, Il était une fois un flic, Un homme est mort ou encore, La Valise.

## Biographie

### Jeunesse et métiers
Constantin Hokhloff naît en juillet 1924 dans le 15e arrondissement de Paris de Naoum Hokhloff, officier de l'Armée russe originaire de Mongolie (du fait de cette origine, José Giovanni surnommera Michel Constantin « le Kalmouk ») et d'une mère d'origine polonaise née à Varsovie. Son père est gouverneur de Varsovie à l'époque tsariste. Au début de l'année 1919, ses parents émigrent en France, comme de nombreux autres Russes blancs.
Pendant la guerre, il travaille aux usines Renault à Boulogne-Billancourt, où habite sa famille. Après la Libération, il crée une fabrique d'aiguilles à tricoter. Amateur de sport aidé par sa grande taille (1,85 mètre), il s'inscrit en 1948 au CO Billancourt dans la section volley-ball, où il joue pendant plusieurs années, remportant le championnat de France en 1954. Il est régulièrement sélectionné en équipe de France. À partir de 1951, il est pigiste pour le journal L'Équipe. En 1956, Michel Constantin est figurant dans le film En effeuillant la marguerite de Marc Allégret. 
En 1959, le cinéaste Jacques Becker prépare l'adaptation du roman de José Giovanni : Le Trou. Il recherche des acteurs amateurs pour incarner des détenus cherchant à s'évader de la prison de la Santé. Son fils Jean Becker lui recommande Constantin, qu'il a connu sur les terrains de volley. À cette occasion celui-ci modifie son patronyme en Michel Constantin. C'est le début d'une carrière cinématographique qui comptera soixante-quatre films et téléfilms jusqu'en 1994
Dans les années 1970, il est également animateur dans un village de vacances en Italie (à Cecina), puis en Corse dans le village de vacances de la Croix du Sud-Caramontino, dans la baie de Pinarello à Zonza.

### Carrière
Le succès du Trou lui vaut des petits rôles de gangsters au début des années 60. En 1965, il incarne un détenu en liberté conditionnelle embauché comme bûcheron dans Les Grandes gueules de Robert Enrico, aux côtés de Lino Ventura et Bourvil. Le film obtient un succès considérable avec 3,6 millions de spectateurs en France. L'année suivante, Constantin retrouve Lino Ventura dans Ne nous fâchons pas, un film policier parodique de Georges Lautner, puis dans Le Deuxième Souffle de Jean-Pierre Melville, qui devient rapidement un classique du cinéma policier. Les deux films sont de grands succès publics.
Les critiques mettent l'accent sur sa « grande gueule » et sa carrure, son « visage carré taillé à la serpe, (...) une stature à faire peur et des immenses battoirs à la place des mains », « son visage zébré par des sourcils noirs et touffus ». Son physique le cantonne dans des personnages de dur-à-cuire, « parfois du bon côté de la loi et parfois du mauvais côté ». Son jeu instinctif et sa présence à l'écran font qu'il est souvent comparé à Lino Ventura, ancien sportif comme lui, qui est son partenaire à quatre reprises.
José Giovanni lui donne le rôle principal de son film La Loi du survivant, au côté d'Alexandra Stewart. Il est en haut de l'affiche pour Jerk à Istanboul et Mise à sac, adaptation par Alain Cavalier et Claude Sautet d'un roman de Richard Stark dans lequel il incarne le personnage de Parker - "francisé" sous le nom de Georges. En 1969, il fait une incursion dans le « cinéma d'auteur » en tournant La Fiancée du pirate, de Nelly Kaplan avec Bernadette Lafont. En 1970, il retrouve José Giovanni et Lino Ventura en incarnant un malfaiteur inquiétant dans Dernier Domicile connu, film qui rencontre un grand succès. Il tourne notamment sous la direction de Jean Delannoy (La Peau de Torpédo), Yves Boisset (Un condé), Jacques Deray (Un homme est mort) ainsi que dans des productions internationales, notamment sous la direction de Terence Young (De la part des copains) et Sergio Sollima (La Cité de la violence), deux films dans lesquels il est le partenaire de Charles Bronson. En 1971 il revient à la comédie avec Laisse aller... c'est une valse de Lautner, avec Jean Yanne et Mireille Darc. L'année suivante, il tient le premier rôle dans Il était une fois un flic, une comédie policière de Georges Lautner, toujours avec Mireille Darc, qui attire plus de 2 millions de spectateurs. Puis il donne la réplique à Jean-Paul Belmondo et Claudia Cardinale dans La Scoumoune, film policier de José Giovanni. Il obtient son dernier succès notable sur cette décennie dans La Valise, sa quatrième collaboration avec Lautner.
La suite des années 70 est moins faste pour Michel Constantin. Le cinéma policier français, dont il est une figure populaire, est en déclin, et le public n'est plus au rendez-vous. Il tourne notamment avec Serge Leroy (Le Mataf, La Traque), Jean-Pierre Mocky (Un linceul n'a pas de poche), Marc Simenon (Signé Furax). Il en est de même pour les films qu'il tourne en Italie avec Sergio Corbucci (Deux Grandes Gueules) ou Tonino Valerii (Les Requins du désert). Il renoue avec les succès populaires au début des années 80 avec Tir groupé de Jean-Claude Missiaen avec Gérard Lanvin, Deux heures moins le quart avant Jésus-Christ de Jean Yanne et Les Morfalous de Henri Verneuil avec Belmondo. En 1991, il apparaît pour la dernière fois au cinéma dans Ville à vendre de Jean-Pierre Mocky.  
Délaissé par le cinéma, il tourne plusieurs téléfilms dans les années 80, notamment sous la direction de Josée Dayan (Le Deuxième Couteau). Il apparaît dans des épisodes de Marc et Sophie et de la série franco-italienne Le Professeur avec Bud Spencer et Mylène Demongeot. De 1988 à 1991, il tient le rôle principal de la série Paparoff, un policier à la retraite qui joue au volley dans un village de vacances. Réalisée par Denys de La Patellière, avec notamment André Pousse et Michel Duchaussoy, cette série est « une forme d'adieu au polar d'antan ». 
Amateur de jeux télévisés, il participe à L'Académie des neuf dans les années 1980.
En 1985, il anime Anagram, un jeu télévisé diffusé sur TF1. Au bout de six mois, il est remplacé par Daniel Prévost.

### Mort
Michel Constantin meurt d'un malaise cardiaque dû à la canicule de 2003, ses cendres sont dispersées sur la plage de la presqu’île de Giens où il avait rencontré sa femme.

### Vie privée
Le 13 juillet 1957, Michel Constantin épouse Maud Serres, une jeune enseignante dont il avait fait la connaissance un an plus tôt. En 1962 le couple a une fille prénommée Sophie (Sophie Hokhloff Onimus Constantin). Maud Serres meurt en 1996.
Il habitait à Sainte-Maxime, dans le Var, où il possédait une villa dans le quartier de Beauvallon. Grand joueur de bridge, il a été vice-président du Bridge-Club de Sainte-Maxime.

## Filmographie

### Cinéma

#### Longs métrages
- 1956 : En effeuillant la marguerite de Marc Allégret : un spectateur du club de strip-tease
- 1959 : Le Trou de Jacques Becker : Jo
- 1961 : Un nommé La Rocca de Jean Becker : le chef des racketteurs américains
- 1961 : La Loi des hommes de Charles Gérard : un ami de Sophie
- 1963 : Maigret voit rouge de Gilles Grangier : Cicero
- 1964 : Les Gorilles de Jean Girault : Otto
- 1965 : Les Grandes Gueules de Robert Enrico : Skida
- 1966 : Ne nous fâchons pas de Georges Lautner : Jeff
- 1966 : Le Deuxième Souffle de Jean-Pierre Melville : Alban
- 1966 : Jerk à Istanbul de Francis Rigaud : Vincent
- 1967 : Mise à sac de Alain Cavalier : Georges
- 1967 : La Loi du survivant de José Giovanni : Stan
- 1967 : La Gloire des canailles (Dalle Ardenne all'inferno) de Alberto De Martino : le sergent Rudolph Petrovsky
- 1968 : L'Étoile du sud (The Southern Star) de Sidney Hayers : Jose
- 1969 : Les Étrangers de Jean-Pierre Desagnat : Chamoun
- 1969 : La Fiancée du pirate de Nelly Kaplan : André
- 1969 : La Peau de Torpédo de Jean Delannoy : Coster
- 1969 : Vertige pour un tueur de Jean-Pierre Desagnat : René
- 1969 : Dernier Domicile connu  de José Giovanni : Greg
- 1970 : L'Ardoise de Claude Bernard-Aubert : Théo Gilani
- 1970 : Laisse aller... c'est une valse ! de Georges Lautner : Michel
- 1970 : De la part des copains (Cold Sweat) de Terence Young : Whitey
- 1970 : Un condé de Yves Boisset : Viletti
- 1970 : La Cité de la violence (Città violenta) de Sergio Sollima : Killain
- 1971 : La Part des lions de Jean Larriaga : L'inspecteur Michel Grazzi
- 1972 : Il était une fois un flic de Georges Lautner : le commissaire Campana
- 1972 : La Scoumoune de José Giovanni : Xavier Saratov
- 1972 : Un homme est mort de Jacques Deray : Antoine
- 1972 : Les Caïds de Robert Enrico : Weiss
- 1973 : Les Hommes de Daniel Vigne : Marius Fantoni (aka Fanto)
- 1973 : Le Mataf de Serge Leroy : Bernard Solville dit « le Mataf »
- 1973 : La Valise de Georges Lautner : le capitaine Augier
- 1973 : OK patron de Claude Vital : Mario (non crédité)
- 1974 : Meurtres à Rome (La ragazza di via Condotti) de German Lorente : l'inspecteur Palma
- 1974 : Un linceul n'a pas de poches de Jean-Pierre Mocky : Culli
- 1974 : Au-delà de la peur de Yannick Andréi : Guilloux
- 1974 : Deux Grandes Gueules (Il bestione) de Sergio Corbucci : Sandro Colautti
- 1974 : La Traque de Serge Leroy : le capitaine Nimier
- 1977 : Une poignée de salopards (Quel maledetto treno blindato) de Enzo G. Castellari : Veronique
- 1977 : Les Requins du désert (Sahara Cross) de Tonino Valerii : Jose
- 1977 : Ça fait tilt de André Hunebelle : Raymond Legris
- 1978 : Plein les poches pour pas un rond de Daniel Daërt : Steff
- 1981 : Signé Furax de Marc Simenon : Gougnache
- 1981 :  Cappotto di legno de Gianni Manera : don Vincenzo Talascio
- 1982 : Tir groupé de Jean-Claude Missiaen : Alexandre Gagnon
- 1982 : Deux heures moins le quart avant Jésus-Christ de Jean Yanne : Le secutor
- 1984 : Les Morfalous de Henri Verneuil : Edouard Mahuzard
- 1984 : Le téléphone sonne toujours deux fois de Jean-Pierre Vergne : le directeur du cinéma
- 1984 : Ronde de nuit de Jean-Claude Missiaen : l'instructeur de stand de tir (voix)
- 1985 : La Baston de Jean-Claude Missiaen : Raoul
- 1986 : La Loi sauvage de Francis Reusser : Victor
- 1991 : Ville à vendre de Jean-Pierre Mocky : docteur Bernier

#### Court métrage
- 1994 :  Paris Melody de Youra Bouditchenko : lui-même

### Télévision

#### Téléfilms
- 1972 :  Avec le cœur de Rémy Grumbach (spectacle musical) : différents personnages
- 1974 : La Vitesse du vent de Patrick Jamain : Le commissaire Melnik
- 1979 :  Histoires de voyous : Des immortelles pour Mademoiselle de Paul Siegrist : Michel
- 1982 : Mettez du sel sur la queue de l'oiseau pour l'attraper de Philippe Ducrest : Fédéric Mallaro
- 1983 : On ne le dira pas aux enfants de Philippe Ducrest : Marc Antoine
- 1985 : Le Deuxième Couteau de Josée Dayan : Le commissaire
- 1991 : Femme de voyou de George Britschansky : Louis
- 2001 : La Route des Grandes Gueules de Philippe Crave, Roger Viry-Babel (documentaire) : lui-même

#### Séries télévisées
- 1977 : Les Diamants du président : Georges Lancier
- 1987 : Marc et Sophie, (épisode Nicotine ni coquine)
- 1988-1991 : Paparoff : Paparoff
- 1988 :  Le Professeur (V.O. : Big Man) : Xavier Baudin (Tout l'or du professeur (V.O. : 395 dollari l’oncia))

## Hommages
- En 2000, le quotidien sportif L'Équipe le mentionne parmi les douze joueurs composant « l'équipe de France du siècle »[13].

- « J’apprends avec une profonde tristesse la disparition de Michel Constantin, acteur emblématique d’un cinéma français de divertissement et de qualité. La présence de sa silhouette imposante et les tonalités profondes de sa voix ont imprégné les films de grands réalisateurs français, tels que Jean Becker, Robert Enrico, Jean-Pierre Melville ou Georges Lautner. Ce physique associé à un indéniable talent pour interpréter très souvent des personnages aux comportements marginaux lui ont permis de gagner durablement l’affection du public et de marquer de son empreinte un grand cinéma français de qualité et populaire. A ses proches et à ses amis, je transmets mes plus sincères condoléances. »— Jean-Jacques Aillagon, ministre de la Culture et de la Communication, 29 août 2003[14].

- Le 21 mai 2011, dans l'un des cinémas du Carré Léon-Gaumont à Sainte-Maxime a lieu l'inauguration de la salle Michel-Constantin par le maire Vincent Morisse en présence de Sophie Hokhloff, fille de l'artiste, son petit-fils Niels et son gendre Patrick[15].
- Chaque année depuis 2011, le Bridge club de Sainte-Maxime organise le Tournoi Michel Constantin, qui était grand amateur de bridge et fut à partir de 1984 et pendant plus de 15 ans son vice-président[16]. D'après sa fille Sophie, « Papa disait souvent que ce club de bridge était son enfant. Il en était très fier »[17].
- Une rue porte son nom dans le village du Pradet dans le Var.